# Поллписти
Поллписти (англ. Poulpeasty; ирл. Poll na Peist, «зал Оллифейста») — деревня в Ирландии, находится в графстве Уэксфорд (провинция Ленстер).
В деревне есть своя католическая церковь.